# Chiesa di San Fermo (Piacenza)
La chiesa di San Fermo è una chiesa cattolica di Piacenza, utilizzata in precedenza anche dalla comunità ortodossa macedone.

## Storia
Le prime notizie sull'esificio sono datate al XII secolo. Secondo lo storico seicentesco Pier Maria Campi nel 1132 la chiesa, all'epoca consacrata a Santa Maria degli Speroni, dal cognome della casata che ne aveva propiziato la costruzione, era, così come diversi altri edifici di culto, soggetta alla cattedrale piacentina. Al tempo, come testimoniato dal alcuni documenti, alla chiesa era annesso un chiostro.
la chiesa fu poi ricostruita nel 1434 e altri importanti lavori furono svolti al termine del XVII secolo: nel mese di aprile del 1697 vennero stilati gli accordi che prevedevano il rifacimento del coro; l'anno seguente fu avviata la ricostruzione del resto del complesso, mentre a partire dal maggio del 1699 la facciata fu decorata a fresco da parte di Ferdinando Galli da Bibbiena.
Nel 1722 la chiesa fu nuovamente oggetto di lavori di ricostruzione che portarono, tra gli altri, alla realizzazione delle cappelle poste sul lato sinistro dell'edificio. Nel 1896 fu poi il turno della facciata che venne rifatta, intonacata e dipinta.
Dai primi del Novecento la chiesa rimase chiusa al culto, venendo poi riaperta nel 1930, occasione per cui vennero effettuati ulteriori interventi di sistemazione del complesso.
Nel 1982 furono eseguiti interventi a consolidamento del tetto.
Successivamente, dopo essere stata sconsacrata e sfruttata saltuariamente per ospitare alcune mostre, la chiesa ospitò le funzioni della chiesa ortodossa macedone, trasferitasi poi presso la più capiente chiesa di San Bartolomeo negli anni 2020.

## Descrizione
La chiesa si trova a Piacenza, in via Cittadella e si apre su un sagrato di consistenti dimensioni. La facciata a salienti, di gusto barocco, è formata da tre porzioni: le due laterali e quella mediana, con quest'ultima che culmina in un frontone a forma di triangolo, collegate tra loro per mezzo di rampanti a volute. Alle estremità delle porzioni sono presenti delle lesene di ordine dorico, appoggiate ad un basamento continuo e dotate di scanalature, le quali culminano in delle cuspidi realizzate in pietra a forma di piramide.
In posizione mediana si trova il portale di accesso, di forma rettangolare, decorato con una cornice modanata e sormontato da un gocciolatoio. Il portale è posto al di sotto del rosone, il quale presenta anch'esso una cornice modanata. Entrambe le porzioni laterali presentano in posizione centrale un'ampia finestra a tutto sesto, invece le pareti laterali presentano una coppia di finestroni a forma di lunetta. Il campanile, realizzato in mattoni a vista e a base quadrata, si trova alla destra del presbiterio; esso culmina in una cella campanaria dotata su tutti i lati di monofore a pieno centro e sormontata a sua volta da un tetto quadrifalda con copertura in coppi.
La struttura presenta una pianta basilicale a navata singola, formata da una coppia di campate con volta a botte forata dalle unghie delle finestre del cleristorio. Su entrambi i lati della navata si trovano, aprendosi su di essa per mezzo di archi a sesto pieno, due cappelle votive a base rettangolare e dotate di volta a botte. Le pareti presentano delle lesene di ordine dorico sovrastate da una trabeazione spezzata sporgente. Il presbiterio si presenta sopraelevato rispetto alla navata per mezzo di un trittico di gradini marmorei e ha una struttura di forma rettangolare formata da una singola campata con volta a botte. Sia la navata che le cappelle sono devorate con affreschi sulle pareti e sulle volte. Il pavimento presenta mosaici con disegni geometrici e mattonelle cementizie.
Nelle cappelle sono presenti diverse sepolture di piacentini illustri, come testimoniato dalla presenza di alcune lapidi; tra le due cappelle poste sul lato destro è inoltre presente una lapide in latino che ricorda i lavori di rifacimento dell'edificio del 1722.